# Giovanni da Prato
Giovanni da Prato (Prato, ... – 1515) è stato un vescovo cattolico italiano.

## Biografia
Il nome di battesimo è incerto: negli atti comunali di Prato è nominato semplicemente come Giovanni di Domenico da Prato, mentre in vari altri documenti ecclesiastici viene chiamato Giovanni Vittorio di Domenico da Prato. Non chiara è inoltre la sua appartenenza familiare: secondo alcuni era membro della famiglia dei Trombetta, secondo altri dei Dagomari. Anche sull'ordine religioso di appartenenza in passato ci sono stati dubbi, poiché Ferdinando Ughelli tramandò che fosse benedettino e altri storici, basandosi sull'Ughelli, lo riportarono come tale; tuttavia è accertato che in realtà appartenesse all'ordine dei frati minori.
Non è sicuro neppure se sia lui quel Giovanni da Prato chiamato da Lorenzo de' Medici a fare da tutore ai figli Piero e Giovanni, anche se numerosi indizi lo indicherebbero come tale.
Sicuramente lettore di fisica all'Università di Pisa nel 1484, fu confessore e cappellano del cardinale Guillaume d'Estouteville e penitenziere di Aquitania. Il 6 marzo 1504 venne nominato da papa Giulio II, del quale era pure confessore, vescovo dell'Aquila. Per le turbolenze politiche del periodo, il 1º giugno 1506, lasciò fisicamente la diocesi, ma non il titolo di vescovo, con la scusa di dover curare degli affari personali in Lombardia e Veneto.
Alla fine del 1507 ritornò in Toscana e il 31 dicembre è attestata la sua presenza a Prato, durata fino almeno al 15 gennaio 1508; una settimana dopo passò a Montevarchi dove con il suo esiguo seguito rimase cinque giorni per inaugurare i rifacimenti della chiesa annessa al monastero di San Ludovico.
Nel 1515 papa Leone X lo sciolse dalla diocesi dell'Aquila e lo fece vescovo, in partibus, di Tebe; tuttavia, Giovanni morì pochi giorni dopo.
Restano nel laurenziano codice XX -plut. 47- tre lettere ad Joannem Pratensem scritte da Poggio Bracciolini pubblicate poi a Parigi nel 1723 in calce all'opera di Poggio De varietate fortunae.

## Successione apostolica
La successione apostolica è:
- Vescovo Gaspard de Savoie (1510)